# KBS 뉴스광장 경남
《KBS 뉴스광장 경남》은 KBS 창원 1TV에서 매주 평일 오전 7시 20분에 방송 중인 경남 지역 아침 종합 뉴스 프로그램이다.

## 개요
KBS 창원 뉴스광장으로 읽는다.

## 앵커
| 대수 | 진행자 | 진행자 | 진행 기간                          | 비고   |
| 대수 | 남성   | 여성   | 진행 기간                          | 비고   |
| ---- | ------ | ------ | ---------------------------------- | ------ |
| 1대  | 심인보 | 빈칸   | 일자미상 ~ 2005년 10월 28일        |        |
| 2대  | 빈칸   | 이정민 | 2005년 10월 31일 ~ 2006년 일자미상 |        |
| 3대  | 빈칸   | 최송현 | 2006년 일자미상 ~ 일자미상         | [ 1 ]  |
| 4대  | 김재홍 | 빈칸   | 일자미상 ~ 2007년 3월 23일         |        |
| 5대  | 심인보 | 빈칸   | 2007년 3월 26일 ~ 2007년 4월 27일  |        |
| 6대  | 빈칸   | 박은영 | 2007년 4월 30일 ~ 2008년 5월 30일  |        |
| 7대  | 빈칸   | 이아롬 | 2008년 6월 2일 ~ 2009년 10월 23일  |        |
| 8대  | 빈칸   | 박소영 | 2009년 10월 26일 ~ 일자 미상       |        |
| 9대  | 빈칸   | 차다혜 | 일자 미상 ~ 일자 미상              |        |
| 10대 | 차재환 | 빈칸   | 일자 미상 ~ 2014년 일자미상        |        |
| 11대 | 김선근 | 빈칸   | 2014년 일자 미상 ~ 2015년 5월 29일 |        |
| 12대 | 빈칸   | 이아롬 | 2015년 6월 1일 ~ 2016년 1월 22일   |        |
| 13대 | 이재성 | 빈칸   | 2016년 1월 25일 ~ 2016년 6월 10일  |        |
| 14대 | 빈칸   | 이지인 | 2016년 6월 13일 ~ 2017년 3월 17일  |        |
| 15대 | 심인보 | 빈칸   | 2017년 3월 20일 ~ 2018년 3월 23일  |        |
| 임시 | 빈칸   | 이아롬 | 2018년 3월 26일                    |        |
| 16대 | 빈칸   | 장예진 | 2018년 3월 27일 ~ 2018년 6월 23일  |        |
| 17대 | 남현종 | 장예진 | 2018년 6월 25일 ~ 2019년 5월 31일  | [ 4 ]  |
| 18대 | 남현종 | 곽동휘 | 2019년 6월 3일 ~ 2019년 6월 21일   |        |
| 19대 | 신석진 | 곽동휘 | 2019년 6월 24일 ~ 2019년 7월 2일   |        |
| 20대 | 김진웅 | 곽동휘 | 2019년 7월 3일 ~ 2019년 9월 27일   | [ 6 ]  |
| 21대 | 빈칸   | 곽동휘 | 2019년 9월 30일 ~ 2021년 4월 30일  |        |
| 22대 | 심인보 | 빈칸   | 2021년 5월 6일 ~ 2021년 6월 2일    |        |
| 임시 | 빈칸   | 신유진 | 2021년 6월 3일 ~ 2021년 6월 4일    |        |
| 23대 | 김진웅 | 빈칸   | 2021년 6월 7일 ~ 2021년 11월 30일  |        |
| 24대 | 박경익 | 빈칸   | 2021년 12월 1일 ~ 2022년 12월 30일 |        |
| 25대 | 임지웅 | 빈칸   | 2023년 1월 3일 ~ 2023년 2월 10일   |        |
| 26대 | 이규석 | 빈칸   | 2023년 2월 13일 ~ 2023년 11월 24일 | [ 10 ] |
| 27대 | 윤준건 | 빈칸   | 2023년 11월 27일 ~ 2024년 2월 2일  |        |
| 28대 | 빈칸   | 김민정 | 2024년 2월 5일 ~ 2025년 2월 7일    | [ 11 ] |
| 29대 | 빈칸   | 이지은 | 2025년 2월 10일 ~ 현재             |        |

## 경쟁 프로그램
- MBC 뉴스투데이 경남 (MBC 경남 TV)
- KNN 모닝와이드 (KNN TV)